# Старая Тамбовка
Старая Тамбовка — опустевшая деревня в Мензелинском районе Татарстана. Входит в состав Николаевского сельского поселения.

## География
Находится в восточной части Татарстана на расстоянии приблизительно 20 км на юг по прямой от районного центра города Мензелинск.

## История
Основана в 1815 году переселенцами из Тамбовской губернии, упоминалась также как Рождественское.

## Население
Постоянных жителей было: в 1859—312, в 1870—443, в 1884—274, в 1897—289, в 1906—272, в 1913—337, в 1920—345, в 1926—380, в 1938—293, в 1949—258, в 1958—130, в 1970—112, в 1979 — 86, в 1989 — 14, в 2002 — 0, 0 в 2010.